# Seewen
Seewen es una comuna suiza del cantón de Soleura, situada en el distrito de Dorneck. Limita al noroeste con la comuna de Hochwald, al noreste con Büren, al este con Lupsingen (BL) y Ziefen (BL), al sur con Reigoldswil (BL), Bretzwil (BL) y Nunningen, y al oeste con Himmelried y Duggingen (BL).

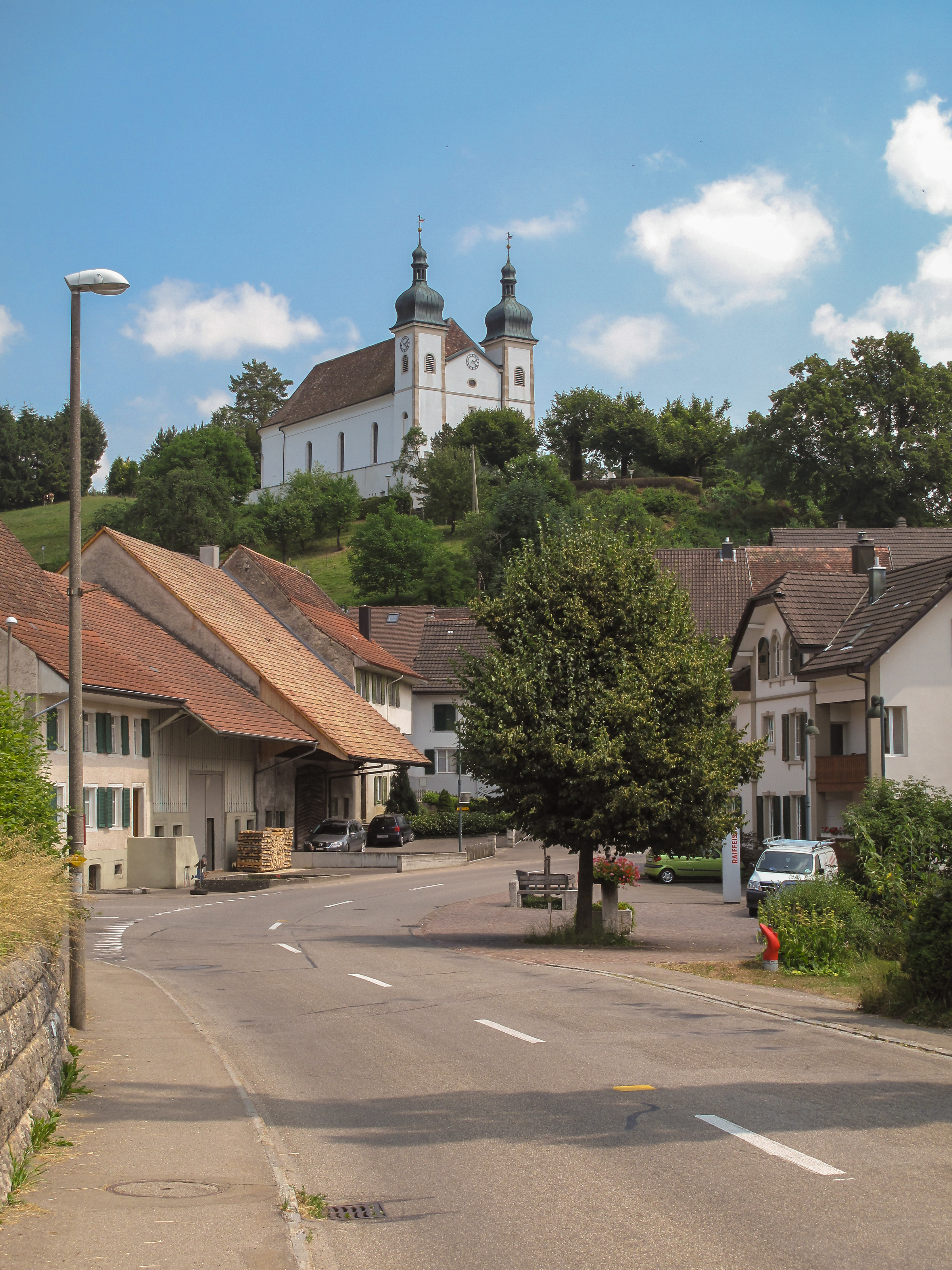
Seewen, la iglesia (die Sankt German Kirche) en la calle